# Quecksilber(I)-carbonat
Quecksilber(I)-carbonat ist eine chemische Verbindung des Quecksilbers aus der Gruppe der Carbonate.

## Gewinnung und Darstellung
Quecksilber(I)-carbonat entsteht durch Fällung von Kalium- und Natriumcarbonat mit Quecksilber(I)-nitrat. Dabei entsteht ein schmutzigweißer, durch einen Überschuss des Fällungsmittels, besonders beim Erwärmen, bald schwarz werdender Niederschlag.
{\displaystyle {\ce {Hg2(NO3)2 + K2CO3 -> Hg2CO3 + 2 KNO3}}}

## Eigenschaften
Quecksilber(I)-carbonat ist ein weißer bis gelblich brauner Feststoff, der praktisch unlöslich in Wasser und Ethanol ist.